# Cinca Medio
Cinca Medio is een comarca van de Spaanse provincie Huesca. De hoofdstad is Monzón, de oppervlakte 576,70 km2 en het heeft 22.441 inwoners (2002).

## Gemeenten
Albalate de Cinca, Alcolea de Cinca, Alfántega, Almunia de San Juan, Binaced, Fonz, Monzón, Pueyo de Santa Cruz en San Miguel del Cinca.